# 둥허향

둥허향의 위치

둥허향(한국어: 동하향, 중국어: 東河鄉, 병음: Dōnghé Xiāng)은 중화민국 타이둥현의 향이다. 넓이는 70.3125km2이고, 인구는 2015년 8월 기준으로 8,885명이다.

## 지리
둥허향은 타이둥현 북동부에 위치하고, 북쪽은 화롄현 푸리향과 동북쪽은 청궁진과 서쪽은 츠상향, 관산진, 루예향과 남쪽은 베이난향과 각각 접하며, 동쪽은 태평양에 접하고 있다. 하이안산맥 동쪽에 위치하기 때문에 면적의 60%는 산지이고 지리 환경에 의해 연해 지구와 분지 지구로 구분된다. 연해 지구는 해안 평원으로 지세는 비교적 평탄하고 시가지를 형성하고 있다. 분지 지구는 하천이 남북으로 흘러 지세가 험하다. 주민의 상당수는 아메이족으로 구성되어 있다.

## 역사
둥허향의 옛 이름은 마무굴(馬武窟)이며, 이것은 아미어로 '투망'을 의미한다. 청대에는 비남청(卑南廳) 및 대동직례주(台東直隸州)의 관할이었다. 일본 통치 시대의 1920년에 도란구(都蘭区)가 설치되었고 1937년에 도란장(都蘭庄)으로 개편되어 다이토청 신코군의 관할이 되었다. 전후에는 타이둥현 더우란향이 되었지만, 1946년에 마우쿠시(馬武窟溪)가 이곳에서 태평양을 향해 동쪽으로 흐르는 것에서 둥허향으로 개칭되어 현재에 이르고 있다.